# Byszew
Byszew [pronunciación en polaco: /ˈbɨʂɛf/] es un pueblo ubicado en el distrito administrativo de Gmina Kutno, dentro del Distrito de Kutno, Voivodato de Łódź, en Polonia central. Se encuentra aproximadamente a 41 kilómetros al suroeste de Kutno y a 46 kilómetros al norte de la capital regional Łódź.
El pueblo tiene una población de 410 habitantes.